# Shan Xiaona
Shan Xiaona (單曉娜S; Anshan, 18 gennaio 1983) è una tennistavolista tedesca, fino al 2010 cinese.

## Biografia
Possiede sia il passaporto tedesco che quello cinese.

## Carriera
In carriera, dopo aver scelto di gareggiare per la Germania, ha vinto la medaglia d'argento nella gara a squadre a Rio de Janeiro 2016 e tre titoli europei, sempre nella gara a squadre.

## Palmarès
Olimpiadi
- 1 medaglia:
  - 1 argento (squadre a Rio de Janeiro 2016).

Europei
- 5 medaglie:
  - 3 ori (squadre a Schwechat 2013, a Lisbona 2014 e Ekaterinburg 2015).